# Neoromicia flavescens
Neoromicia flavescens är en fladdermusart som först beskrevs av Antero Frederico de Seabra 1900.  Neoromicia flavescens ingår i släktet Neoromicia och familjen läderlappar. Inga underarter finns listade i Catalogue of Life.
Arten är bara känd från några mindre områden i Afrika. Den hittades bland annat i Kamerun, Angola, Somalia, Burundi och Moçambique. Fladdermusen lever i olika habitat som skogar och savanner som kan vara torr eller fuktiga. Den vistas vanligen invid vattendrag.